# Rosyjska szkoła formalna
Rosyjska szkoła formalna, formalizm rosyjski – metodologia badań literackich, powstała przed I wojną światową w Rosji, przeżywająca rozkwit w latach 20., stłumiona w okresie stalinizmu (choć jej ślady przetrwały w literaturoznawstwie rosyjskim także później). Wywarła znaczny wpływ na zachodnie nurty teoretycznoliterackie, zwłaszcza na nową krytykę, a także strukturalizm. Formalizm był reakcją na literaturoznawstwo pozytywistyczne i obecną w nim metodologię genetyczno-historyczną – naczelny cel badań literackich upatrywała nie w społecznych, historycznych, psychologicznych i genetycznych uwarunkowaniach literatury, ale w badaniu literackości, tj. wewnętrznych i swoistych właściwości utworu literackiego.

## Rozwój szkoły
Formalizm powstał około 1915 roku w Petersburgu. Nawiązywał do dawniejszych idei Aleksandra Potiebni i Aleksandra Wiesiełowskiego.
Radykalny, ścisły krąg formalistów związał się z powstałym specjalnie w tym celu „OPOJAZ-em” (Towarzystwo do Badań Nad Językiem Poetyckim), a później także z lingwistami moskiewskimi. Do najwybitniejszych działaczy OPOJAZ-u należeli Borys Eichenbaum, Wiktor Szkłowski, Osip Brik, Jurij Tynianow, Boris Tomaszewski, Wiktor Żyrmunski oraz luźno związany z grupą Wiktor Winogradow. 
Oprócz tego radykalni formaliści skupiali się także w Moskwie w kole Moskowskij Lingwisticzeskij Krużok, do którego należał m.in. Roman Jakobson. Ważnym przedstawicielem radykalnego formalizmu był także Jurij Tynianow.
Radykalne skrzydło formalizmu rosyjskiego, zwłaszcza koło moskiewskie, nawiązywało w swojej działalności do praktyki poetyckiej rosyjskiego futuryzmu. Z praktyki tej wyrosło kilka kluczowych koncepcji formalistycznych: koncepcja literatury jako mowy autotelicznej, przekonanie o wolności literatury od powinności zewnętrznych (tj. społecznych, dydaktycznych, poznawczych, ideologicznych, ekspresywnych, filozoficznych itd.), sprzeciw wobec praktycznej funkcji języka w literaturze, rozumienie literatury jako zespołu chwytów oraz sama kategoria chwytu, tj. stylistyczno-kompozycyjnej transformacji materiału językowego dzieła. 
Głównymi reprezentantami umiarkowanego formalizmu rosyjskiego są Wiktor Żyrmunski i Boris Tomaszewski. Umiarkowani formaliści nie wykluczali całkowicie z pola badawczego elementów treściowych dzieła, uznawali jednak, że powinny one być badane ze względu na funkcję jaką pełnią w utworze jako całości swoistej, w ścisłym związku z badaniem elementów formalnych.

## Poglądy

### Założenia ogólne
Celem formalistów było utworzenie nauki o literaturze niezależnej od: z jednej strony zewnętrznych celów pozaliterackich – filozoficznych, dydaktycznych, ideologicznych, publicystycznych oraz historyzmu, z drugiej od wewnętrznych celów pozaliterackich, psychologizmu i impresyjności. Formaliści rosyjscy podkreślali potrzebę ścisłego wyznaczenia pola badań literackich i oddzielenia ich od badań socjologicznych, historycznych, psychologicznych. Hasłem stały się dlatego słowa Jakobsona: „nie literatura, a literackość”. Zarazem jednak formaliści postulowali ścisłe powiązanie badań literackich z językoznawstwem, jako że literaturę rozumieli przede wszystkim jako sztukę słowa. 
Zwłaszcza radykalni formaliści odróżnili język praktyczny od języka poetyckiego – język poetycki jest językiem autotelicznym, wolnym od wszelkich powinności zewnętrznych. Poezja jest nastawiona na sam fenomen wyrażania, jej funkcja komunikatywna sprowadzona do minimum. Formaliści postulowali też zniesienie opozycji formy i treści – sens dzieła jest częścią formy utworu, dzieło poza formą nie istnieje. Forma służy uniezwykleniu, przekształceniu tego, co potoczne w twór artystyczny. Materiałem, jaki przekształca forma jest język.

### Fabuła a sjużet
Skaz (chwyt stosowany przez rosyjskich formalistów w prozie) to opowiadanie ze zwrotami do słuchacza (zasada konstrukcji noweli pozbawionej wątku; ważny jest sam tok opowiadania), np. Płaszcz Gogola.
Sjużet (chwyt stosowany przez rosyjskich formalistów w prozie) wywodzi się z języka francuskiego i oznacza temat. Fabuła przedstawiana na różne sposoby. Najważniejsze jest uporządkowanie fabuły, czyli literackość. Czytelnik musi zrekonstruować fabułę (opowiedzieć ją), aby lepiej zrozumieć schemat fabularny. Jest to termin niejednoznaczny, sięga od fabuły po schemat fabularny.

### Teoria bajki Władimira Proppa
Ogólne badania nad prozą w rosyjskim formalizmie doprowadziły do wyklarowania się szczegółowych ujęć poszczególnych gatunków epickich. Obok teorii noweli Szkłowskiego, która ujmuje nowelę jako zestawienie motywów doprowadzające do niespodziewanego rozwiązania, jednym z najważniejszych zastosowań metodologii formalizmu rosyjskiego jest teoria bajki ludowej Władimira Proppa, wyrażona w jego pracy Morfologia bajki (1928).

### Teoria ewolucji literackiej Jurija Tynianowa
Tynianow odrzucał ewolucyjną koncepcję gatunku literackiego, jaką propagował Ferdinand Brunetière (pozytywista), która polegała na tym, że dzieło ewoluuje jak gatunki zwierząt według Karola Darwina. Tynianow mówił: „nie ewolucja, lecz skok, nie rozwój, lecz przesunięcie”. Uznaje on, że to drugoplanowe cechy dzieła są istotne, a nie pierwszoplanowe. Niemożliwe jest podanie definicji gatunku literackiego bo gatunek „się przemieszcza” z peryferii do centrum za pomocą chwytów literackich.